# Венесуэла (станция метро)
«Венесуэла» (исп. Venezuela) — станция Линии H метрополитена Буэнос-Айреса. Станция расположена между станциями «Онсе — 30 декабря» и «Умберто I». Станция расположена под проспектом Авенида Хухуй между улицами Авенида Бельграно и Венесуэла, в районе Бальванера.
Она имеет две боковые платформы и два трека. Также на станции расположен верхний вестибюль, который соединяет платформы с доступом на улицу по лестнице, эскалаторы и лифты; а также туалеты для инвалидов и общественный Wi-Fi.

## История
Станция была открыта два раза. Строительные работы были завершены 31 мая 2007 года, но открытие для обслуживания пассажиров состоялось 18 октября 2007 вместе с открытием станций «Онсе — 30 декабря», «Умберто I», «Инклан» и «Касерос». При проектировании станции использовались работы архитектора Бердичевский-Черный.

## Украшения
При строительстве вестибюля использовались работы Vida mía, Orquesta Típica Select художников Освальдо Фреседо и Карлоса Нине, как часть культуры танго.

## Достопримечательности
Они находятся в непосредственной близости от станции:
- Площадь José María Velasco Ibarra
- Госпиталь Рамос Мехиа
- Комиссариат № 8 de la Федеральная полиция Аргентины
- Районный медицинский центр (CMB) № 29
- Общая начальная школа Коммуны № 5 Paul Groussac
- Общая начальная школа Коммуны № 6 Guillermo Correa
- Техническая школа № 25 Luis Beltrán
- Общая начальная школа Коммуны № 15 Francisco Narciso de Laprida
- Техническая школа № 26 Confederación Suiza
- Escuela Normal Superior № 2 en Lenguas Vivas Mariano Acosta
- Библиотека Instituto Argentino del Envase
- Museo de Marcapasos y Precursores de la Medicina Moderna
- Известные бары Буэнос-Айреса: Bar de Cao

## Галерея

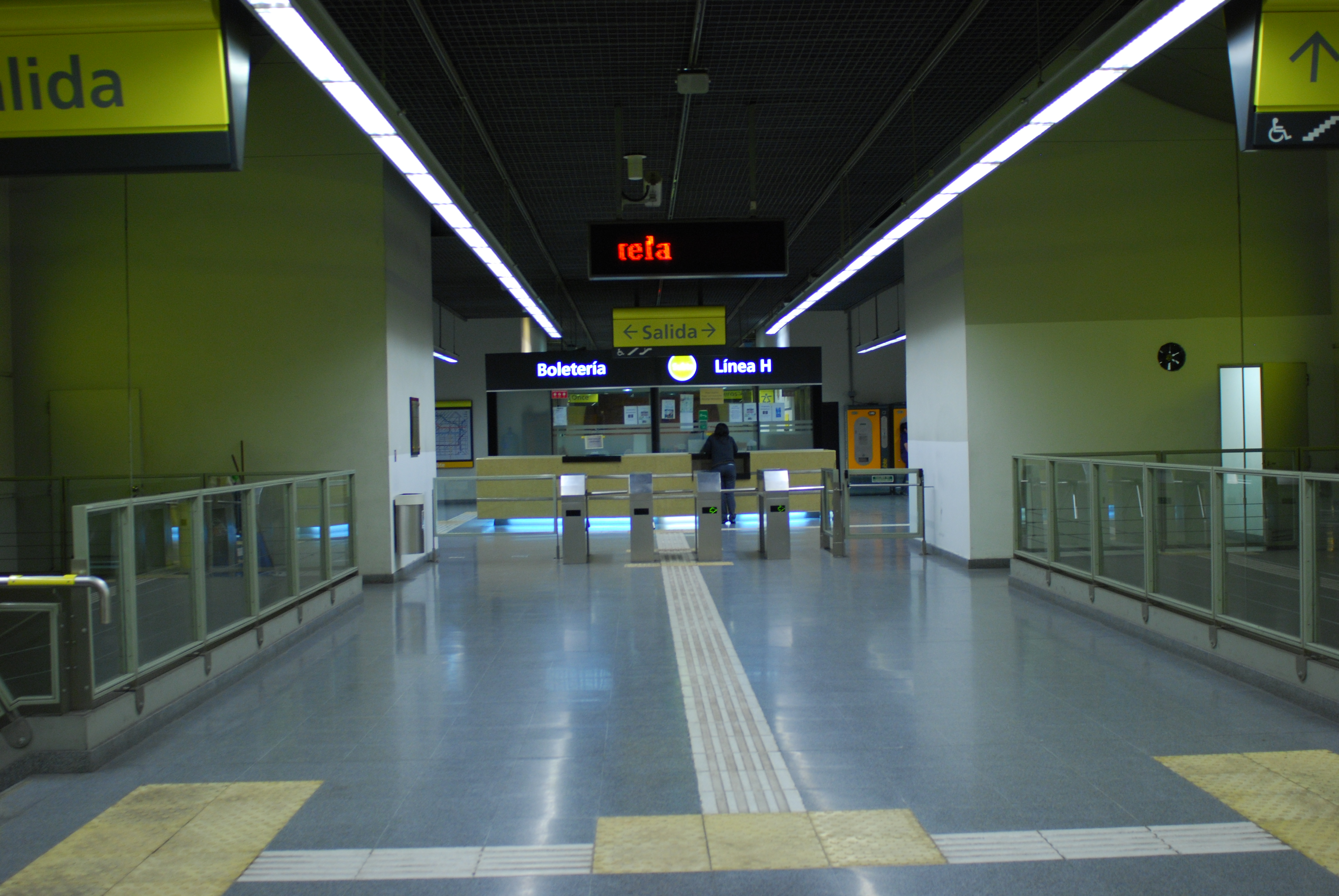
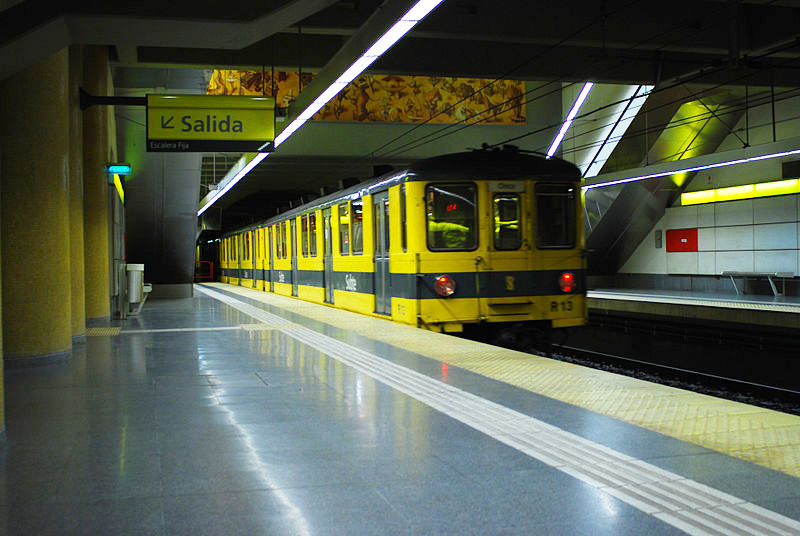
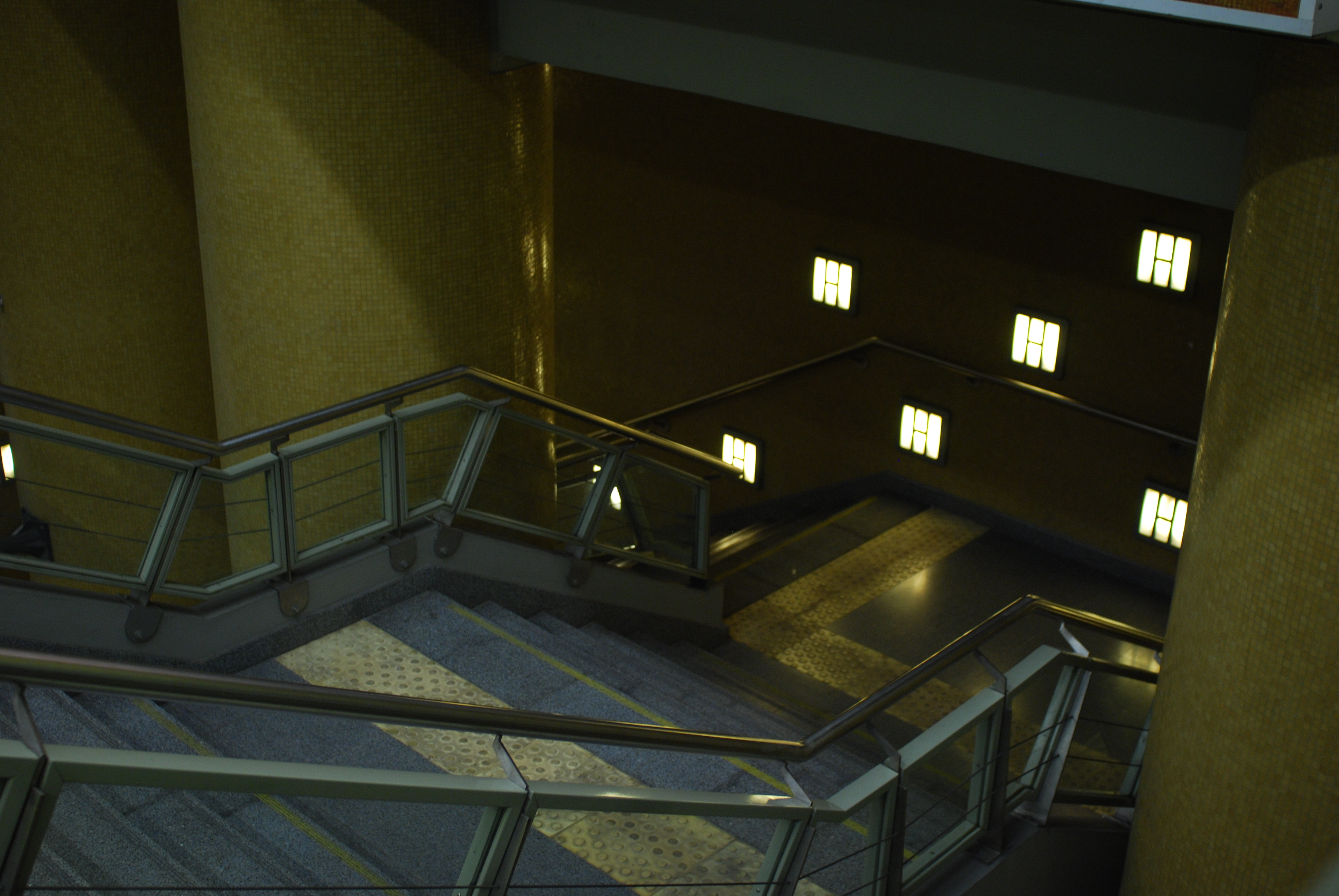
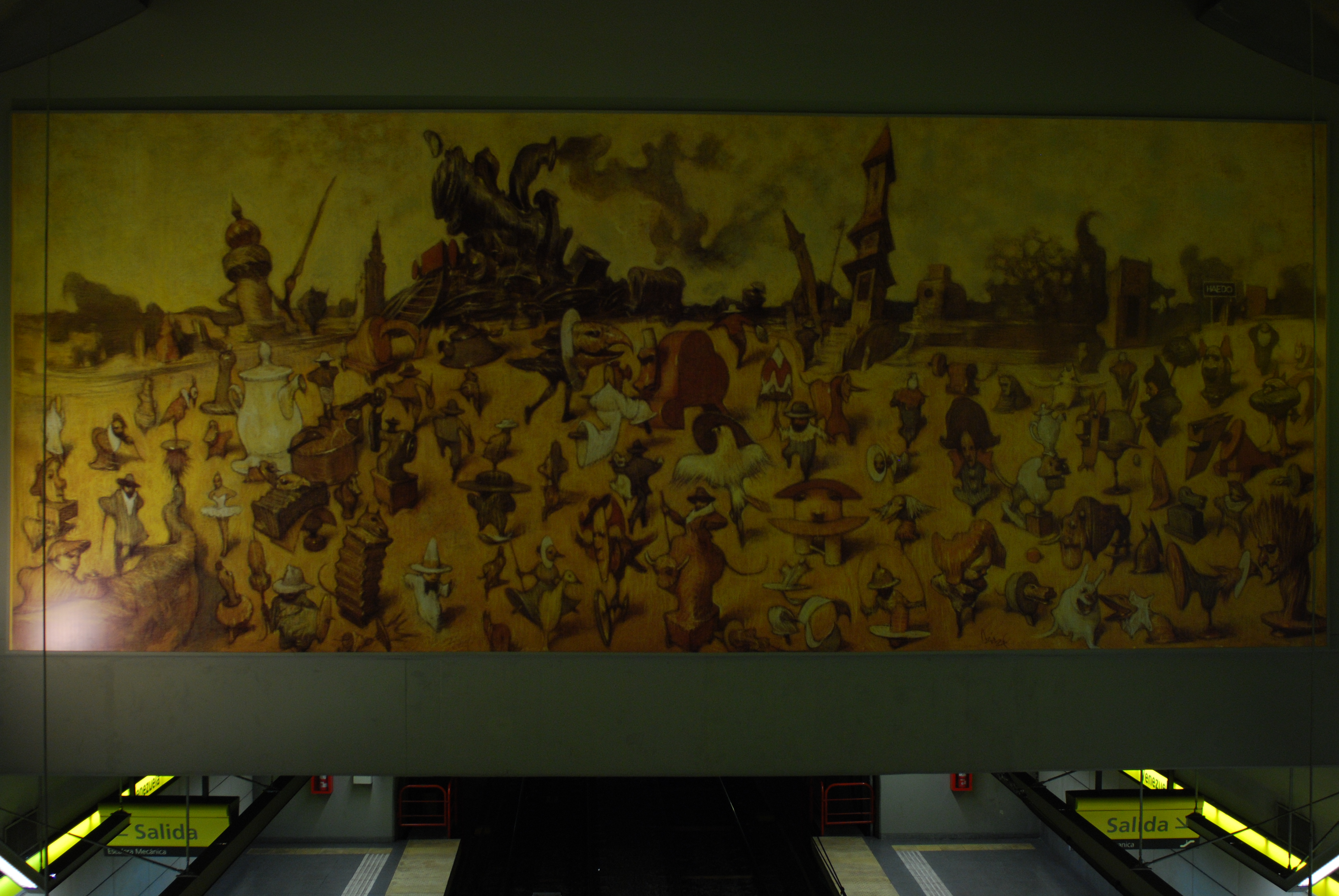
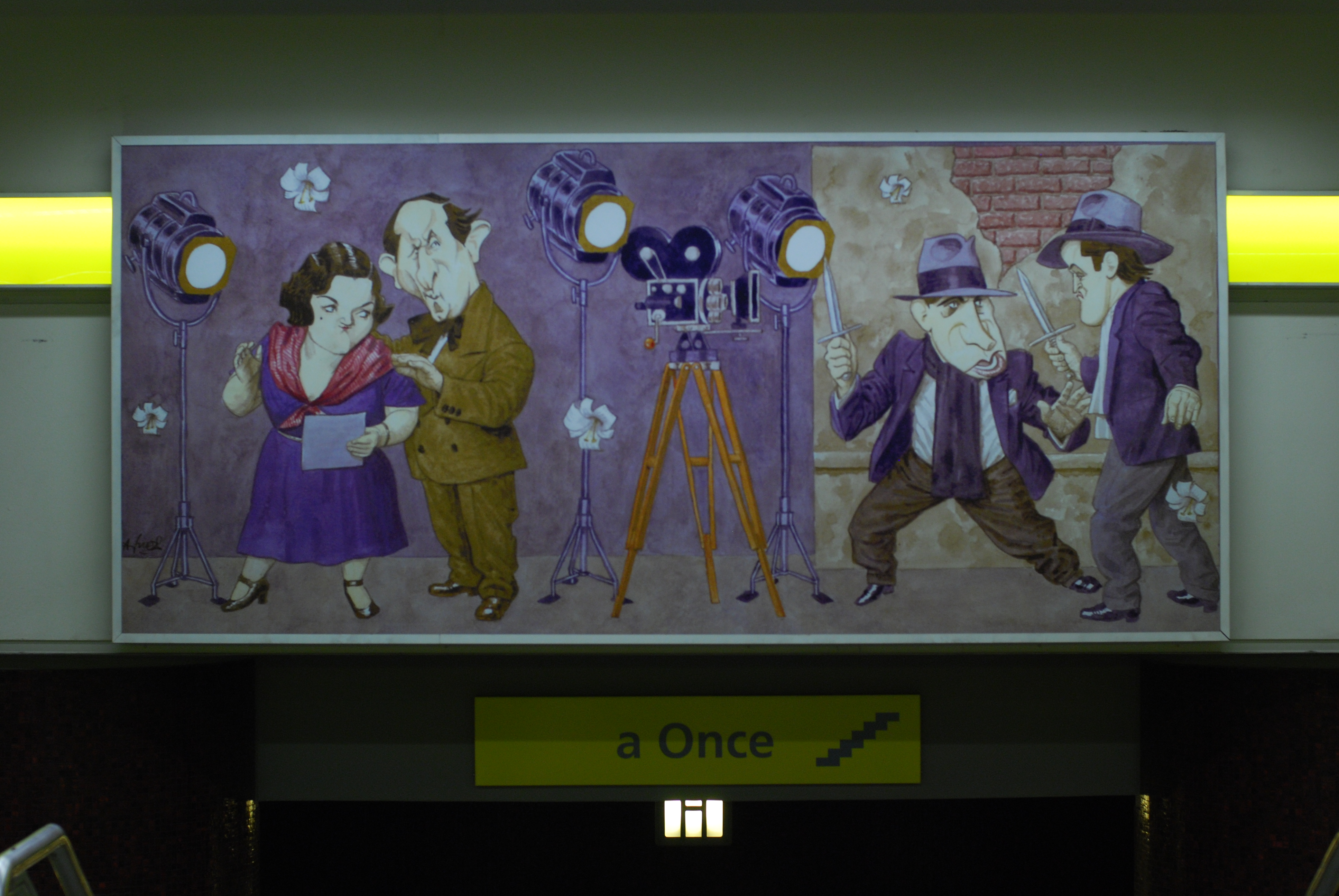
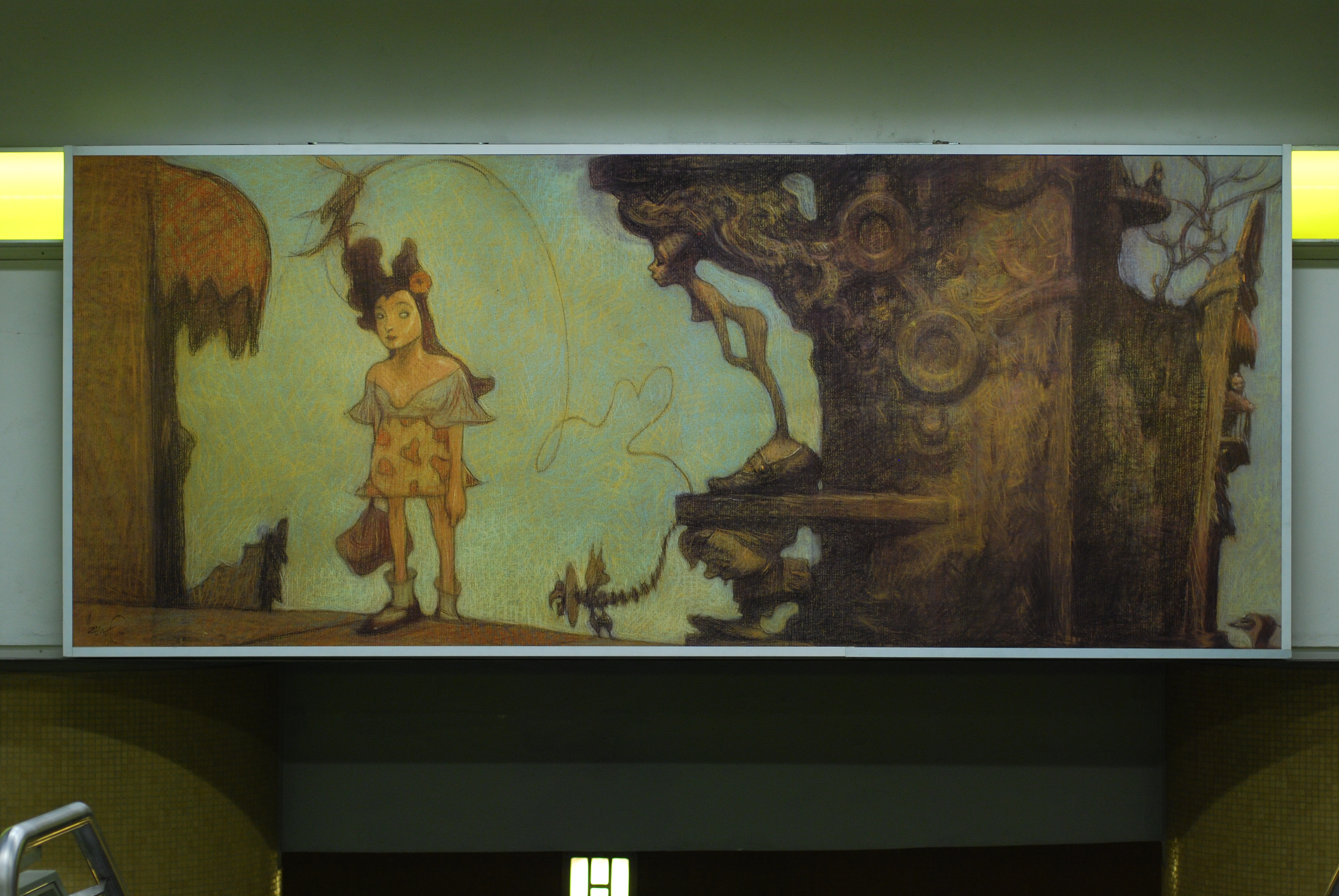
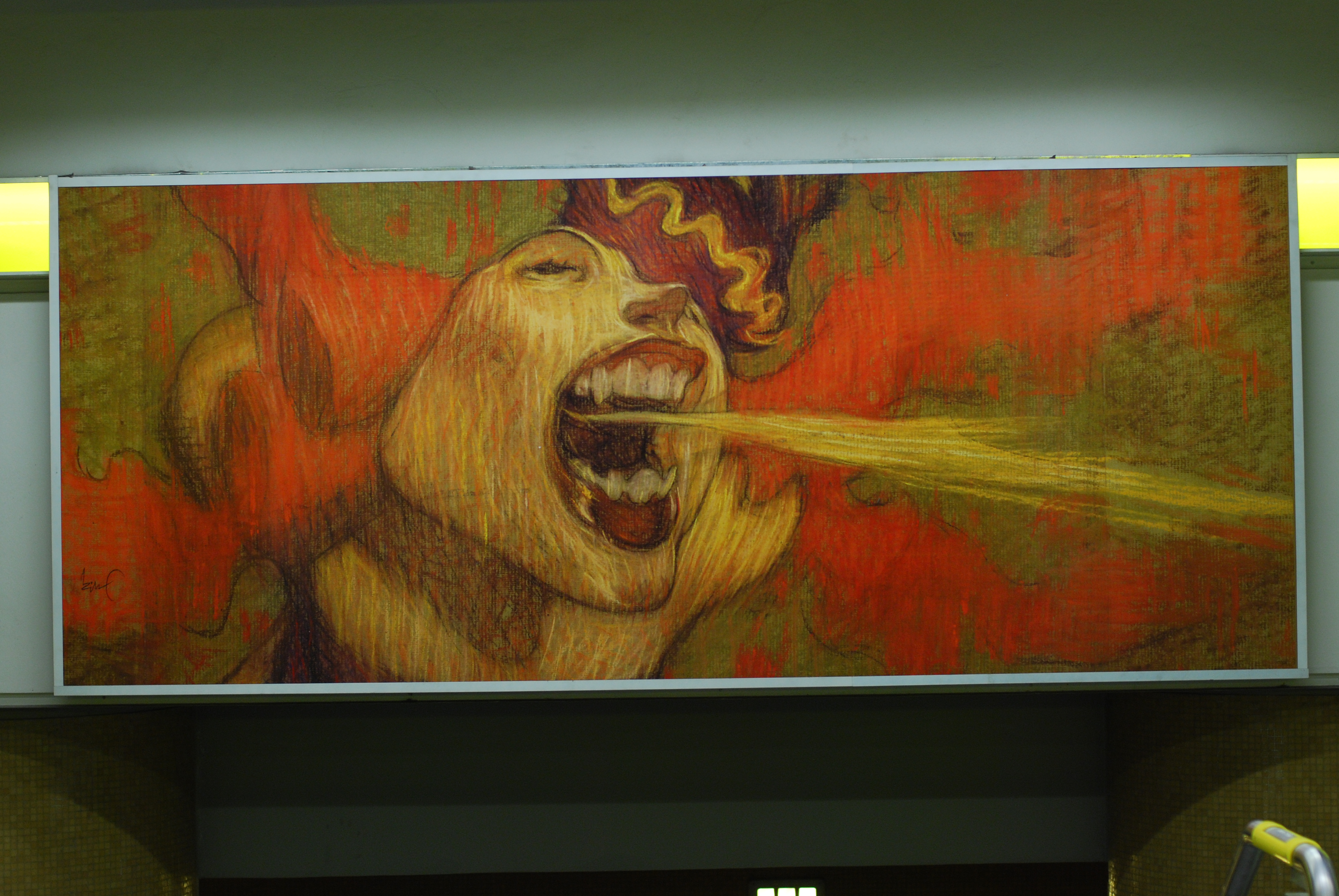
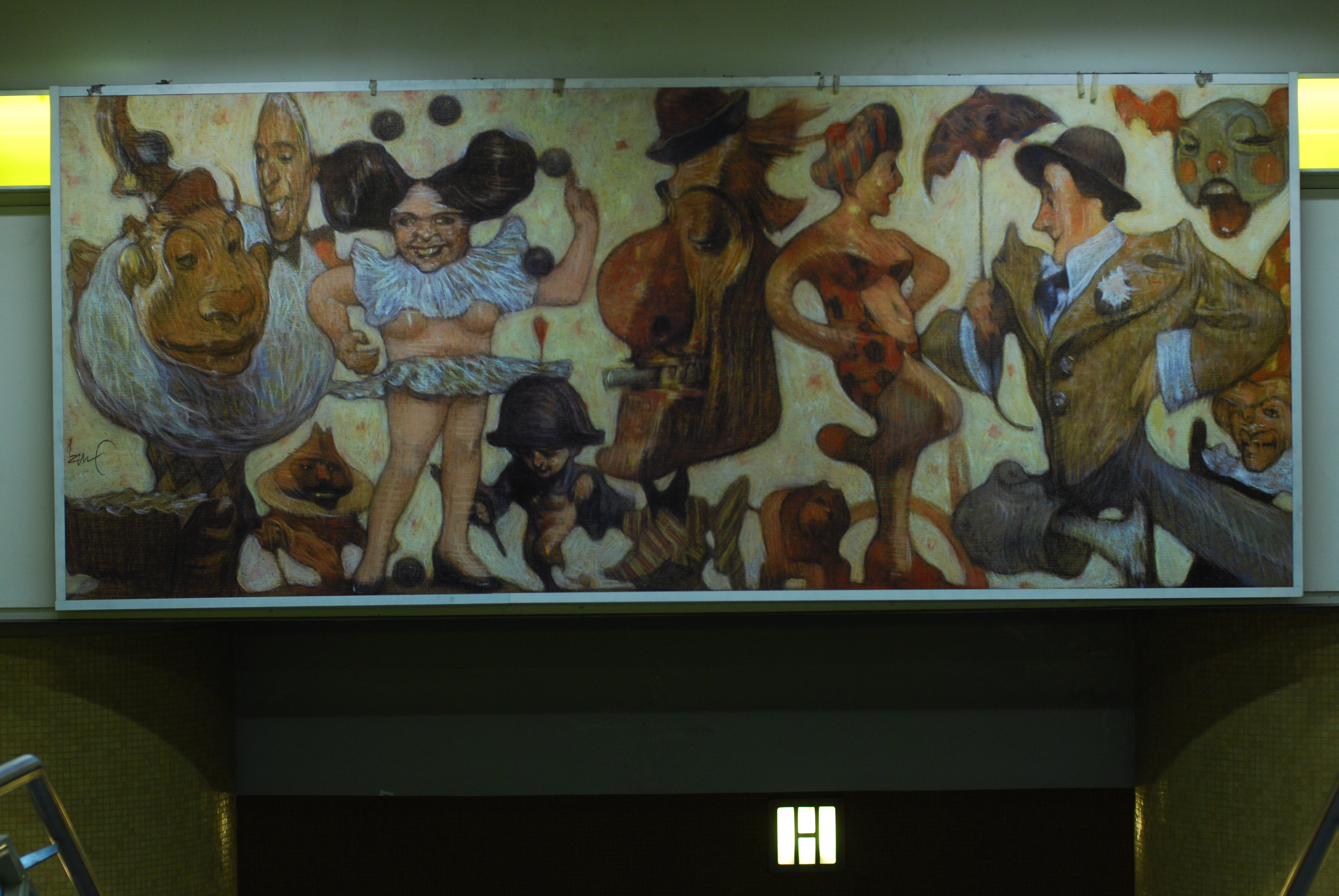
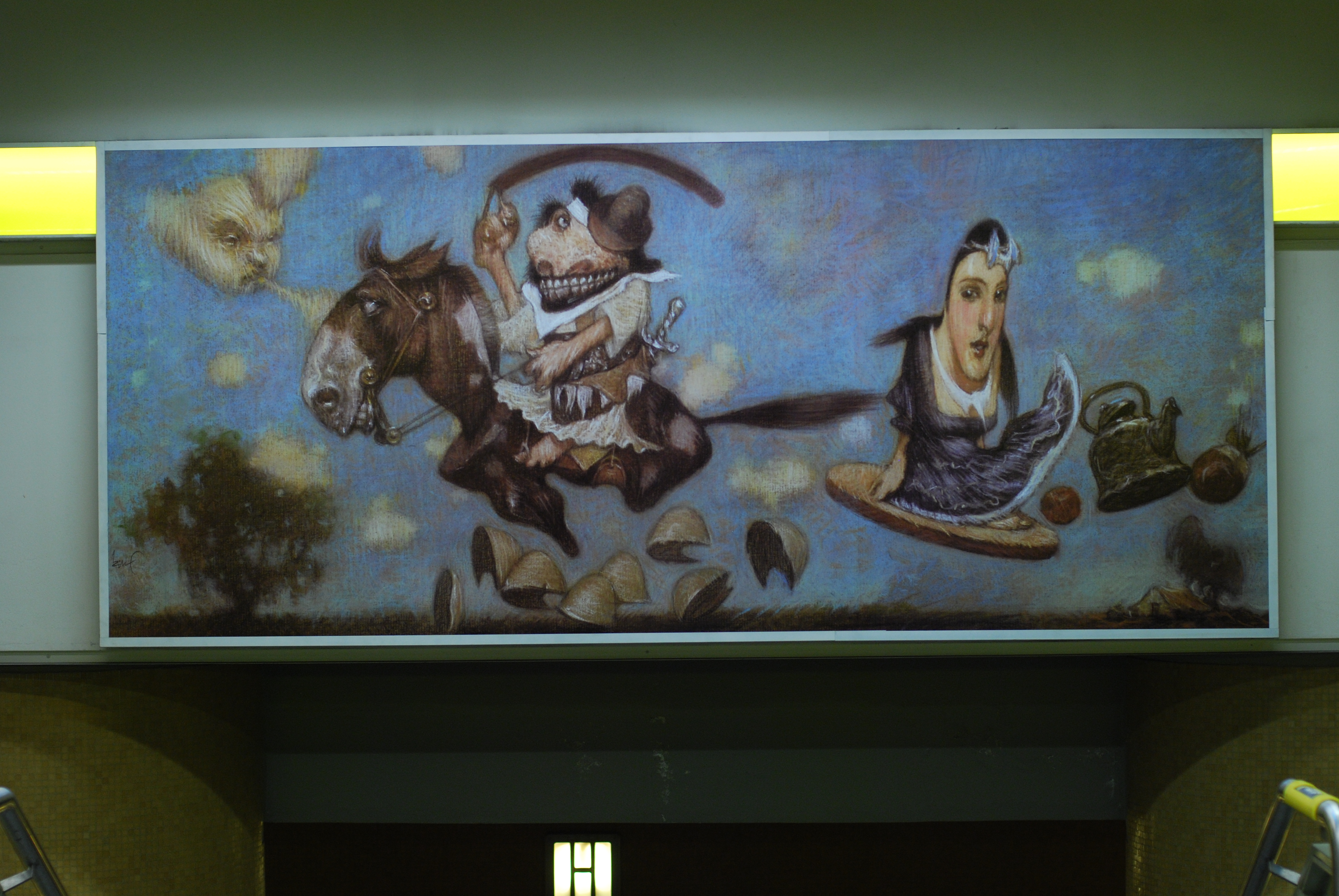